# Historia bibliográfica de la medicina española
Historia bibliográfica de la medicina española es una obra del médico e historiador Antonio Hernández Morejón, publicada de forma póstuma y en siete volúmenes entre 1842 y 1852.

## Descripción
| «He penetrado siglos tenebrosos; he abierto un camino de nadie transitado hasta hoy, en donde hay tanto que ver, que ni mis sentidos, ni la fuerza continua de mi atencion me habrán permitido verlo todo. Lo que no haya podido alcanzar, lo descubrirá algun otro que se penetre del gusto de la importancia de este estudio; y si lo recorre como yo, conocerá lo penoso y árido de esta empresa» —Hernández Morejón, en el prólogo al primer volumen |

La obra, que entre los siete volúmenes alcanza las tres mil páginas, se inicia con un repaso «del origen primitivo de la medicina española» y alcanza a reseñar, según Carreras Panchón, «mil doscientos diez autores».  
Fallecido Hernández Morejón en 1836, fue Juan Gualberto Avilés, yerno suyo, quien se encargó de editar y publicar entre 1842 y 1852 todos los tomos, cinco de ellos con la Imprenta de la Viuda de Jordán e Hijos, el sexto en la de Celestino G. Álvarez y el último en la de José Rodríguez. Marcelino Menéndez Pelayo advirtió «diversidad de plumas» en la obra, mientras que Manuel Iglesias y Díaz, en su discurso de ingreso en la Real Academia de Medicina, aseveró directamente que Avilés escribió «a lo menos tanta parte» de la obra como su suegro.
Al comienzo de cada volumen, a Hernández Morejón se le describe como «médico de la Real Cámara, primer catedrático de clínica en los estudios de Madrid, examinador en el Tribunal del Proto-Medicato, individuo de la Suprema Junta de Sanidad del Reino, inspector de medicina del Cuerpo de Sanidad Militar, socio de varias corporaciones nacionales y extranjeras, vice-presidente de la Academia de Medicina de esta Corte, etc., etc.». La obra, que ha inspirado después muchas otras, fue calificada de «inolvidable» por Comenge y Ferrer.